# Robert de La Myre-Mory
Robert de La Myre-Mory est un homme politique français né le 4 mars 1898 à Port-au-Prince (Haïti) et mort pour la France le 10 juin 1940 à Voncq, dans les Ardennes.

## Biographie
Issu d'une famille de la noblesse picarde établie en Lot-et-Garonne, il fait ses études à l'École supérieure d'agriculture d'Angers et s'engage dans l'armée en 1917, au 26e régiment d'infanterie. Grièvement blessé (émasculé), il regagne le Lot-et-Garonne et assiste son père à la tête de l'exploitation familiale.
Membre de l'Alliance démocratique, il est conseiller général du canton de Penne-d'Agenais de 1931 à 1940. En 1933, il profite de l'élection législative partielle organisée à la suite du décès de Georges Leygues pour être élu député, réélu en 1936.
À la Chambre des députés, il siège chez les Républicains de gauche, puis à l'Alliance des républicains de gauche et des radicaux indépendants, les principaux groupes parlementaires de l'AD.
Lorsque la Seconde Guerre mondiale éclate, et bien qu'il soit alors dégagé de ses obligations militaires et que son mandat l'autorise à prend rang d'officier, il s'engage comme soldat au 4e bataillon de chars de combat. Il est rapidement promu caporal puis plus tard sergent et chef de char. C'est à ce poste qu'il trouve la mort. Il est officiellement décédé le 10 juin 1940 mais il semble qu'il ait plutôt été tué le 9 à 17 h.

### Sources / bibliographie
- « Robert de La Myre-Mory », dans le Dictionnaire des parlementaires français (1889-1940), sous la direction de Jean Jolly, PUF, 1960 [détail de l’édition]